# Michael (album)
Michael là album bao gồm những ca khúc chưa từng được phát hành của nam ca sĩ người Mỹ Michael Jackson. Album được phát hành từ ngày 10 tháng 12 năm 2010 - ngày 14 tháng 1 năm 2011 bởi hãng Epic Records và Sony Music Entertainment, trong album này còn có sự tham gia góp giọng của các ngôi sao, như: Akon, 50 Cent, Lenny Kravitz và Dave Grohl.
Album phát hành bốn đĩa đơn: "Hold My Hand", phát hành ngày 15 tháng 11 năm 2010, "Hollywood Tonight" phát hành ngày 11 tháng 2 năm 2011, Behind the Mask phát hành ngày 21 tháng 2 năm 2011, và "(I Like) The Way You Love Me" phát hành dưới dạng kĩ thuật số tại Hàn Quốc vào ngày 18 tháng 1 năm 2011, và các đài phát hành ở Ý và Trung Quốc  trong tháng 7 năm 2011.
Ngày 10 tháng 12 năm 2011, tấm poster từ album "Michael" đã được công nhận là tấm poster lớn nhất thế giới. Với kích thước khoảng 52m*51,8m,diện tích bề mặt lên đến khoảng 2694 m².

## Danh sách bài hát
| STT              | Nhan đề                                                                   | Sáng tác                                      | Sản xuất                                    | Thời lượng |
| ---------------- | ------------------------------------------------------------------------- | --------------------------------------------- | ------------------------------------------- | ---------- |
| 1.               | "Hold My Hand" (song ca với Akon)                                         | Aliaune Thiam, Giorgio Tuinfort, Claude Kelly | Akon, Giorgio Tuinfort, Michael Jackson*    | 3:32       |
| 2.               | "Hollywood Tonight"                                                       | Jackson, Brad Buxer, Teddy Riley              | Michael Jackson, Teddy Riley, Neff-U*       | 4:30       |
| 3.               | "Keep Your Head Up"                                                       | Jackson, Eddie Cascio, James Porte            | Michael Jackson, Tricky Stewart, Angelikson | 4:49       |
| 4.               | "(I Like) The Way You Love Me"                                            | Jackson                                       | Michael Jackson, Neff-U                     | 4:33       |
| 5.               | "Monster" (song ca với 50 Cent)                                           | Jackson, Cascio, Porte, Curtis Jackson        | Michael Jackson, Teddy Riley, Angelikson    | 5:04       |
| 6.               | "Best of Joy"                                                             | Jackson                                       | Michael Jackson, Neff-U, Brad Buxer*        | 3:02       |
| 7.               | "Breaking News"                                                           | Jackson, Cascio, Porte                        | Michael Jackson, Teddy Riley, Angelikson    | 4:14       |
| 8.               | "(I Can't Make It) Another Day" (song ca với Lenny Kravitz và Dave Grohl) | Lenny Kravitz                                 | Lenny Kravitz, Michael Jackson*             | 3:54       |
| 9.               | "Behind the Mask"                                                         | Jackson, Chris Mosdell, Ryuichi Sakamoto      | Michael Jackson, John McClain               | 5:01       |
| 10.              | "Much Too Soon"                                                           | Jackson                                       | Michael Jackson, John McClain               | 2:48       |
| Tổng thời lượng: | Tổng thời lượng:                                                          | Tổng thời lượng:                              | Tổng thời lượng:                            | 42:13      |

(*) Hợp tác sản xuất

## Xếp hạng và chứng nhận
| Bảng xếp hạng (2010)            | Vị trí cao nhất |
| ------------------------------- | --------------- |
| Argentinian Albums Chart        | 1               |
| Australian Albums Chart         | 10              |
| Austrian Albums Chart           | 1               |
| Belgian Albums Chart (Flanders) | 4               |
| Belgian Albums Chart (Wallonia) | 3               |
| Canadian Albums Chart           | 2               |
| Czech Albums Chart              | 5               |
| Danish Albums Chart             | 4               |
| Dutch Albums Chart              | 1               |
| Finnish Albums Chart            | 9               |
| French Albums Chart             | 4               |
| German Albums Chart             | 1               |
| Greek Albums Chart              | 7               |
| Hungarian Albums Chart          | 9               |
| Irish Albums Chart              | 18              |
| Italian Albums Chart            | 1               |
| New Zealand Albums Chart        | 10              |
| Norwegian Albums Chart          | 4               |
| Polish Albums Chart             | 2               |
| Portuguese Albums Chart         | 15              |
| Russian Albums Chart            | 1               |
| Spanish Albums Chart            | 2               |
| Swedish Albums Chart            | 1               |
| Swiss Albums Chart              | 2               |
| Taiwanese Albums Chart          | 1               |
| UK Albums Chart                 | 4               |
| US Billboard 200                | 3               |
| US Top R&B/Hip-Hop Albums       | 1               |

| Nước           | Chứng nhận  |
| -------------- | ----------- |
| Úc             | Vàng        |
| Áo             | Bạch kim    |
| Bỉ             | Bạch kim    |
| Canada         | Bạch kim    |
| Cộng hòa Séc   | 5× Bạch kim |
| Đan Mạch       | Bạch kim    |
| Phần Lan       | Vàng        |
| Pháp           | 2× Bạch kim |
| Hy Lạpd        | Vàng        |
| Hungary        | Vàng        |
| Ireland        | Vàng        |
| Ý              | 2× Bạch kim |
| Nhật Bản       | Vàng        |
| New Zealand    | Vàng        |
| Ba Lan         | Bạch kim    |
| Bồ Đào Nha     | Vàng        |
| Nga            | 2× Bạch kim |
| Tây Ban Nha    | Bạch kim    |
| Thụy Điển      | Vàng        |
| Vương quốc Anh | Bạch kim    |
| Mỹ             | Bạch kim    |

| Bảng xếp hạng (2010)    | Vị trí |
| ----------------------- | ------ |
| Australian Albums Chart | 84     |
| Danish Albums Chart     | 13     |
| German Albums Chart     | 25     |
| UK Albums Chart         | 59     |
| Bảng xếp hạng (2011)    | Vị trí |
| Austrian Albums Chart   | 36     |
| Canadian Albums Chart   | 39     |
| Spanish Albums Chart    | 30     |
| Swiss Albums Chart      | 54     |